# Robinson R44
O Robinson R44 é um helicóptero monomotor a pistão de pequeno porte projetado para transporte executivo, de passeio e de turismo, e para coberturas jornalísticas, projetado e fabricado em larga escala nos Estados Unidos a partir da década de 1990 pela Robinson Helicopter Company, que é atualmente um dos maiores fabricantes de helicópteros do mundo.
O pequeno Robinson R-44 é impulsionado por um motor a pistão Lycoming IO-540 e tem capacidade para transportar com razoável conforto um piloto e três passageiros em missões típicas dentro de metrópoles, pousando e decolando de helipontos e heliportos, e também para viagens intermunicipais.
A primeira versão do R-44, a mais simples, denominada R-44 Astro, foi lançada na década de 1990, e alguns anos depois foi lançada a versão melhorada R-44 Raven, com a introdução no projeto dos comandos de voo hidráulicos, reduzindo a necessidade de força do piloto para controlar a aeronave. A versão mais recente e moderna é a R-44 Raven II, lançada em 2003, com a introdução do sistema de injeção eletrônica de combustível no motor Lycoming, fabricado pela Textron.
De modo geral, o custo operacional por quilômetro voado de um helicóptero monomotor a pistão com capacidade para três passageiros é maior que o custo operacional por quilômetro voado de uma aeronave de asa fixa a pistão também com capacidade para transportar três passageiros. Porém, o helicóptero tem flexibilidade operacional e versatilidade absolutamente insuperáveis para operar em regiões metropolitanas ou entre cidades próximas, com tráfego de automóveis intenso.
Por exemplo, a região metropolitana de São Paulo e outras cidades vizinhas têm uma das maiores concentrações de helicópteros para uso executivo do mundo.
Na década de 1990, a Robinson Helicopter Company utilizou como base o pequeno modelo de helicóptero Robinson R-22 para dar origem ao Robinson R-44, com um grande número de mudanças que tornou o R-44 um modelo diferente de aeronave. O motor Lycoming IO-540 com injeção eletrônica do R-44 Raven II é cerca de 20 hp mais potente do que a versão Lycoming O-540 com carburador do R-44 Astro e do R-44 Raven.
Desde sua criação na década de 1970, a Robinson Helicopter Company já fabricou mais de 10.000 unidades de helicópteros de diversos modelos, o R44 é o principal modelo de aeronave fabricado pela empresa, o mais vendido, com mais de 5.000 unidades fabricadas.
O custo operacional por quilômetro voado de helicópteros monomotores a pistão é menor que o custo operacional por quilômetro voado de helicópteros monomotores a turbina.